# ARFU Asian Rugby Championship 1986
L'Asian Rugby Championship 1986 (in inglese 1986 ARFU Asian Rugby Championship) fu il 10º campionato asiatico di rugby a 15 organizzato dall'ARFU, organismo continentale di governo della disciplina.
Si tenne tra il 22 e il 29 novembre 1986 a Bangkok, capitale della Thailandia, e vide per la seconda volta la vittoria della Corea del Sud dopo quella del 1982 che interruppe il dominio giapponese nel torneo: fu la prima di tre vittorie consecutive coreane fino al 1990 che rimisero parzialmente in discussione la supremazia nipponica sul rugby asiatico.
Secondo formula ormai consolidata il campionato si tenne tra otto squadre divise su due gironi da quattro squadre ciascuno, la prima classificata di ognuno dei quali avrebbe disputato la finale per il titolo, mentre la seconda classificata si sarebbe conteso il terzo posto nella finale di consolazione.
Come da pronostico, Corea del Sud e Giappone, sorteggiati in gironi differenti, dominarono ciascuno il proprio raggruppamento.
La finale, tenutasi allo stadio universitario di Bangkok, fu decisa solo nei momenti finali di gioco: dopo un avvio promettente del Giappone e un recupero dei coreani, questi ultimi sembravano avere definitivamente chiuso l'incontro a pochi minuti dalla fine con una meta di Jeong, ma una meta a propria volta di Matsuo riportò avanti i nipponici all'ultimo minuto.
Nel tempo di recupero Sin calciò in drop il pallone del definitivo 24-22 con cui la Corea del Sud divenne campione d'Asia per la seconda volta.
Il terzo posto fu appannaggio dei padroni di casa della Thailandia, vincitori 32-12 su Taipei cinese nella finale di consolazione.

## Squadre partecipanti
| Girone A      | Girone B      |
| ------------- | ------------- |
| Giappone      | Corea del Sud |
| Malaysia      | Hong Kong     |
| Sri Lanka     | Singapore     |
| Taipei cinese | Thailandia    |

## Fase a gironi

### Girone A
| Data             | Incontro                    | Risultato | Sede    |
| ---------------- | --------------------------- | --------- | ------- |
| 23 novembre 1986 | Malaysia — Taipei cinese    | 0-48      | Bangkok |
| 23 novembre 1986 | Giappone XV — Sri Lanka     | 64-0      | Bangkok |
| 25 novembre 1986 | Sri Lanka — Malaysia        | 15-33     | Bangkok |
| 25 novembre 1986 | Giappone XV — Taipei cinese | 10-4      | Bangkok |
| 27 novembre 1986 | Giappone XV — Malaysia      | 82-6      | Bangkok |
| 27 novembre 1986 | Sri Lanka — Taiwan          | 3-28      | Bangkok |

#### Classifica
|    | Squadra       | G | V | N | P | P+  | P-  | P±   | PT |
| -- | ------------- | - | - | - | - | --- | --- | ---- | -- |
| A1 | Giappone      | 3 | 3 | 0 | 0 | 156 | 10  | +146 | 6  |
| A2 | Taipei cinese | 3 | 2 | 0 | 1 | 80  | 13  | +67  | 4  |
|    | Sri Lanka     | 3 | 1 | 0 | 2 | 36  | 107 | -71  | 2  |
|    | Malaysia      | 3 | 0 | 0 | 3 | 21  | 163 | -142 | 0  |

### Girone B
| Data             | Incontro                   | Risultato | Sede    |
| ---------------- | -------------------------- | --------- | ------- |
| 22 novembre 1986 | Hong Kong — Corea del Sud  | 12-28     | Bangkok |
| 22 novembre 1986 | Thailandia — Singapore     | 12-12     | Bangkok |
| 24 novembre 1986 | Thailandia — Hong Kong     | 13-12     | Bangkok |
| 24 novembre 1986 | Corea del Sud — Singapore  | 41-9      | Bangkok |
| 26 novembre 1986 | Hong Kong — Singapore      | 25-9      | Bangkok |
| 26 novembre 1986 | Corea del Sud — Thailandia | 38-9      | Bangkok |

#### Classifica
|    | Squadra       | G | V | N | P | P+  | P- | P±  | PT |
| -- | ------------- | - | - | - | - | --- | -- | --- | -- |
| B1 | Corea del Sud | 3 | 3 | 0 | 0 | 107 | 30 | +77 | 6  |
| B2 | Thailandia    | 3 | 1 | 1 | 1 | 34  | 62 | -28 | 3  |
|    | Hong Kong     | 3 | 1 | 0 | 2 | 49  | 50 | -1  | 2  |
|    | Singapore     | 3 | 0 | 1 | 2 | 30  | 78 | -48 | 1  |

## Finali

### Finale per il 3º posto
| Bangkok 29 novembre 1986, ore 15 UTC+7 | Thailandia | 32 – 12 referto | Taiwan | Chulalongkorn University Stadium |

### Finale
| Arbitro: | Peter J. Wakefield |

|                                      |      |                   |
| Yoshino 16’ Yoshinaga 45’ Matsuo 80’ | mt   | 64’ Cho 68’ Jeong |
| Matsuo 16’, 80’                      | tr   | 64’, 68’ Han      |
| Matsuo 3’, 33’                       | c.p. | 23’, 34’, 39’ Han |
|                                      | drop | 80+2’ Han         |